# Oceanix city
Oceanix City, ou Oceanix, est un projet de ville flottante, dévoilé en 2019 et censé accueillir des réfugiés climatiques. Ce projet est soutenu par ONU-Habitat.
Dessiné par un cabinet d'architecte danois Bjarke Ingels Group (BIG) dirigé par Bjarke Ingels, ce projet est soutenu par l'ONU,.
Parmi les experts qui ont travaillé sur ce projet, sous l'égide d'une startup baptisée Oceanix on compte des économistes, des architectes ainsi que des industriels du bâtiment.

## Gouvernance
Le PDG de la société privée Oceanix est Marc Collins Chen, ancien ministre du Tourisme de Polynésie.

## Description
Chaque plateforme est hexagonale, et dans un premier temps, il devrait y en avoir six, mesurant 15 000 m2 chacune et pouvant accueillir jusqu'à 300 personnes, même si Oceanix est conçu pour grandir au fil du temps.
Ces plateformes sont faites en corail, et situées à environ 2 km de la côte. L'eau potable viendrait de la récupération des eaux de pluie, l'électricité des panneaux solaires et les transports de marchandise seraient assurés par des drones. Chaque île aurait une politique « zéro déchet ».
Chaque île devrait avoir une zone agricole propre, et une aquaculture dédiée, avec notamment des fruits de mer élevés dans des cages suspendues sous les îles flottantes.
Chaque plateforme doit être solidement fixée au fond de la mer et les plateformes sont reliées entre elles à la surface.
Le projet permet aux habitants d'être pleinement autonomes sur les plans énergétique et alimentaire notamment par le développement de l'agriculture marine. En outre, Oceanix est conçu pour résister aux tempêtes les plus violentes, y compris à des ouragans de catégorie 5,. Le principal obstacle au projet est financier et psychologique.

## Prototypes
Un prototype devrait être construit prochainement[Quand ?], sur l'East River, près du siège des Nations unies.
Et la première expérimentation grandeur nature pourrait se tenir en Corée du sud, devant Busan.

## Autres projets de ce type
Lilypad est un projet similaire, porté par l'architecte belge Vincent Callebaut à partir de 2008, pour une réalisation envisagée vers 2050 visant à permettre à environ 50 000 réfugiés de vivre en autarcie alimentaire et énergétique.